# Lorn
Маркос Ортега (англ. Marcos Ortega, род. в Нормале, Иллинойс), более известный под сценическим псевдонимом Lorn, — американский электронный музыкант.

## Биография
Маркос родился в городе Нормал, штат Иллинойс, США. Рос в городах центрального Иллинойса, пока не переехал в Чикаго, где в подростковом возрасте слушал электронных музыкантов на радиостанции WNUR.
После первого релиза Лорна в 2006 году его музыка звучала в Великобритании благодаря Мэри Энн Хоббс на BBC Radio, а затем на XFM; исполнитель несколько раз делал гостевые миксы для её радиошоу. Лорна пригласили создать композицию для саундтрека к фильму Даррена Аронофски «Чёрный лебедь» 2010 года, над которым работала Хоббс, однако трек не был использован.
Лорн подписал контракт с лейблом продюсера Flying Lotus Brainfeeder в 2009 году. И в июне 2010 года выпустил свой дебютный альбом Nothing Else, мастерингом которого занимался электронный музыкант Clark. Лорн также получил известность в 2010 году благодаря своему ремиксу на трек «Better Than» грайм-музыканта Jammer. Некоторое время Маркос жил в Нью-Йорке, а к 2010 году переехал в Милуоки, штат Висконсин.
Свой второй альбом Ask The Dust (по одноимённому роману Джона Фанте 1939 года) Лорн выпустил на лейбле Ninja Tune в 2012 году. Вместе с Тайлером Бэйтсом работал над саундтреком к видеоигре Killzone: Shadow Fall, который вышел в 2014 году также на Ninja Tune. С 2014 года музыкант выпустил пять альбомов: Vessel, A/D, REMNANT, RARITIES и DROWN THE TRAITOR WITHIN, а также несколько мини-альбомов на независимом лейбле Wednesday Sound.